# Another Place/Et andet sted
Another Place/Et andet sted er en kortfilm, der er instrueret af Emil Stephensen.